# Morti nel 2014/Dicembre
| Questa pagina contiene informazioni ricavate automaticamente dalle voci biografiche con l'ausilio del template Bio e di un bot. L'aggiornamento è periodico e automatico e ricostruisce completamente la pagina. Se manca una persona in questa lista, sei pregato di non aggiungerla, ma accertati piuttosto che la sua voce biografica contenga il template Bio e che i dati anagrafici siano correttamente compilati. Se il template Bio manca, inseriscilo tu stesso o, in alternativa, metti l'avviso {{tmp\|Bio}} che ne segnala la mancanza. Se i dati riportati sono sbagliati, correggi direttamente la voce biografica; le modifiche saranno visibili in questa lista entro pochi giorni. Per chiarimenti vedi il progetto biografie. La lista contiene solo le 179 persone che sono citate nell'enciclopedia e per le quali è stato implementato correttamente il template Bio. Pagina aggiornata al 18 lug 2025. |

- 1º dicembre - Antonio Silvano Andriani, politico e economista italiano (n. 1933)
- 1º dicembre - Gustau Biosca, allenatore di calcio e calciatore spagnolo (n. 1928)
- 1º dicembre - Giulio Cattin, presbitero e musicologo italiano (n. 1929)
- 1º dicembre - Halina Łaptaś, cestista polacca (n. 1926)
- 2 dicembre - Don L. Anderson, geologo statunitense (n. 1933)
- 2 dicembre - Jean Béliveau, hockeista su ghiaccio canadese (n. 1931)
- 2 dicembre - Enzo Camerino, superstite dell'Olocausto italiano (n. 1928)
- 2 dicembre - Alfredo Cohen, cantautore e attore italiano (n. 1942)
- 2 dicembre - Gerry Fisher, direttore della fotografia britannico (n. 1926)
- 2 dicembre - Albert Jackson, calciatore inglese (n. 1943)
- 2 dicembre - Bobby Keys, sassofonista statunitense (n. 1943)
- 2 dicembre - André Le Guillerm, sollevatore francese (n. 1924)
- 2 dicembre - Giampaolo Rugarli, scrittore italiano (n. 1932)
- 2 dicembre - József Verbényi, cestista ungherese (n. 1924)
- 2 dicembre - Deven Verma, attore, produttore cinematografico e regista indiano (n. 1937)
- 3 dicembre - Jacques Barrot, politico francese (n. 1937)
- 3 dicembre - Nathaniel Branden, psicoterapeuta e scrittore statunitense (n. 1930)
- 3 dicembre - L. Stephen Coles, medico statunitense (n. 1941)
- 3 dicembre - Orlando Fabbri, politico italiano (n. 1937)
- 3 dicembre - Luciano Francioli, attore italiano (n. 1932)
- 3 dicembre - Jef Janssen, ciclista su strada olandese (n. 1919)
- 3 dicembre - Ian McLagan, tastierista, polistrumentista e cantautore britannico (n. 1945)
- 3 dicembre - Oliviero Prunas, attore e imprenditore italiano (n. 1940)
- 3 dicembre - Giulio Questi, regista, sceneggiatore e attore cinematografico italiano (n. 1924)
- 4 dicembre - Sitamadji Allarassem, calciatore ciadiano (n. 1988)
- 4 dicembre - Claudia Emerson, poetessa statunitense (n. 1957)
- 4 dicembre - Takeo Kamachi, tiratore a segno giapponese (n. 1936)
- 4 dicembre - Gavril Nagy, pallanuotista rumeno (n. 1932)
- 4 dicembre - Raffaele Piras, lunghista italiano (n. 1942)
- 4 dicembre - Jeremy Thorpe, politico britannico (n. 1929)
- 5 dicembre - Manuel De Sica, compositore italiano (n. 1949)
- 5 dicembre - Franco Marini, regista, attore e sceneggiatore italiano (n. 1935)
- 5 dicembre - Giuseppe Mazzaglia, scrittore italiano (n. 1926)
- 5 dicembre - Fabiola de Mora y Aragón, regina belga (n. 1928)
- 5 dicembre - Gennadij Ivanovič Poloka, regista sovietico (n. 1930)
- 5 dicembre - Riccardo Reim, attore, regista e drammaturgo italiano (n. 1953)
- 5 dicembre - Kees Vlak, musicista e compositore olandese (n. 1938)
- 5 dicembre - Silvio Zavala, storico messicano (n. 1909)
- 6 dicembre - Ralph Baer, inventore e ingegnere tedesco (n. 1922)
- 6 dicembre - Niels Peder Kristensen, entomologo danese (n. 1943)
- 6 dicembre - Renato Mambor, pittore e attore italiano (n. 1936)
- 6 dicembre - Pascal Mourgue, designer francese (n. 1943)
- 6 dicembre - Jimmy Del Ray, wrestler statunitense (n. 1962)
- 6 dicembre - Takao Saitō, direttore della fotografia giapponese (n. 1929)
- 7 dicembre - Irving Guttman, regista teatrale canadese (n. 1928)
- 7 dicembre - Renato Luosi, calciatore italiano (n. 1932)
- 7 dicembre - Ken Weatherwax, attore statunitense (n. 1955)
- 8 dicembre - Silvestro Banchetti, pedagogo e storico della filosofia italiano (n. 1929)
- 8 dicembre - Mango, cantautore italiano (n. 1954)
- 8 dicembre - Antonino Murmura, politico italiano (n. 1926)
- 8 dicembre - Knut Nystedt, compositore norvegese (n. 1915)
- 8 dicembre - Elmārs Zemgalis, scacchista lettone (n. 1923)
- 9 dicembre - Dave Behrman, giocatore di football americano statunitense (n. 1941)
- 9 dicembre - Jan Driehuis, cestista e allenatore di pallacanestro olandese (n. 1936)
- 9 dicembre - Dandolo Flumini, calciatore e allenatore di calcio italiano (n. 1918)
- 9 dicembre - Robert Kinoshita, effettista e scenografo statunitense (n. 1914)
- 9 dicembre - Jorge María Mejía, cardinale e arcivescovo cattolico argentino (n. 1923)
- 9 dicembre - Mary Ann Mobley, modella e attrice statunitense (n. 1939)
- 9 dicembre - Blagoje Paunović, calciatore jugoslavo (n. 1947)
- 9 dicembre - Svetlana Semёnova, saggista, filosofa e storica della letteratura russa (n. 1941)
- 10 dicembre - Ralph Giordano, scrittore e pubblicista tedesco (n. 1923)
- 10 dicembre - Américo Murolo, calciatore brasiliano (n. 1932)
- 10 dicembre - Otto Pöggeler, filosofo tedesco (n. 1928)
- 10 dicembre - Gerard Vianen, ciclista su strada belga (n. 1944)
- 11 dicembre - Giorgio Ardisson, attore italiano (n. 1931)
- 11 dicembre - Benigno De Grandi, calciatore, allenatore di calcio e dirigente sportivo italiano (n. 1924)
- 11 dicembre - Sergio Fiorentini, attore, doppiatore e direttore del doppiaggio italiano (n. 1934)
- 11 dicembre - Jiří Ječný, calciatore cecoslovacco (n. 1929)
- 11 dicembre - Michel duCille, fotoreporter statunitense (n. 1956)
- 12 dicembre - Norman Bridwell, fumettista e scrittore statunitense (n. 1928)
- 12 dicembre - Ivor Grattan-Guinness, storico britannico (n. 1941)
- 12 dicembre - Billy Milligan, criminale statunitense (n. 1955)
- 12 dicembre - Duilio Rizzato, calciatore italiano (n. 1924)
- 12 dicembre - Davide Santorsola, pianista e compositore italiano (n. 1961)
- 13 dicembre - Ernst Albrecht, politico, funzionario e imprenditore tedesco (n. 1930)
- 13 dicembre - Mary Arden, attrice, modella e imprenditrice statunitense (n. 1933)
- 13 dicembre - Giuseppe Ennio Odino, partigiano e ciclista su strada italiano (n. 1924)
- 13 dicembre - Phil Stern, fotografo statunitense (n. 1919)
- 13 dicembre - Paul Gerhard Vogel, tedesco (n. 1915)
- 14 dicembre - Theo Colborn, ecologa statunitense (n. 1927)
- 14 dicembre - Irene Dalis, mezzosoprano statunitense (n. 1925)
- 14 dicembre - Enzo Espa, glottologo e etnologo italiano (n. 1919)
- 14 dicembre - Ezio Galbiati, allenatore di calcio e calciatore italiano (n. 1931)
- 14 dicembre - Louis Alphonse Koyagialo, politico della Repubblica Democratica del Congo (n. 1947)
- 14 dicembre - Bess Myerson, modella statunitense (n. 1924)
- 14 dicembre - Mario Napoli, giurista italiano (n. 1945)
- 14 dicembre - Fred Thurston, giocatore di football americano statunitense (n. 1933)
- 14 dicembre - Cees van der Pluijm, scrittore e drammaturgo olandese (n. 1954)
- 15 dicembre - Booth Colman, attore statunitense (n. 1923)
- 15 dicembre - Enzo Costa, giornalista e scrittore italiano (n. 1964)
- 16 dicembre - Totonno Chiappetta, attore e cabarettista italiano (n. 1955)
- 16 dicembre - Reidar Dørum, calciatore norvegese (n. 1925)
- 16 dicembre - Maurice Duverger, giurista, politologo e politico francese (n. 1917)
- 16 dicembre - Jack Lornie, calciatore scozzese (n. 1939)
- 16 dicembre - Pete Silas, cestista statunitense (n. 1932)
- 16 dicembre - Ernie Terrell, pugile statunitense (n. 1939)
- 17 dicembre - Fritz Rudolf Fries, scrittore e traduttore tedesco (n. 1935)
- 18 dicembre - Virginia Baxter, pattinatrice artistica su ghiaccio statunitense (n. 1932)
- 18 dicembre - Franco Bomprezzi, giornalista, scrittore e blogger italiano (n. 1952)
- 18 dicembre - Virna Lisi, attrice italiana (n. 1936)
- 18 dicembre - Ante Žanetić, calciatore jugoslavo (n. 1936)
- 19 dicembre - Sergio Barragán, calciatore spagnolo (n. 1930)
- 19 dicembre - Philip Bradbourn, politico britannico (n. 1951)
- 19 dicembre - Arthur Gardner, produttore cinematografico e attore statunitense (n. 1910)
- 19 dicembre - Hosea Jaffe, economista, storico e scrittore sudafricano (n. 1921)
- 19 dicembre - Éva Pajor, nuotatrice ungherese (n. 1937)
- 19 dicembre - Igor' Nikolaevič Rodionov, generale e politico russo (n. 1936)
- 19 dicembre - Doug Thomas, giocatore di football americano statunitense (n. 1969)
- 20 dicembre - Lucio Abis, politico italiano (n. 1926)
- 20 dicembre - Per-Ingvar Brånemark, medico svedese (n. 1929)
- 20 dicembre - Alberto Fumagalli, calciatore italiano (n. 1940)
- 20 dicembre - Gino Pellegrini, scenografo e pittore italiano (n. 1941)
- 20 dicembre - Derek Rencher, ballerino britannico (n. 1932)
- 21 dicembre - Vittorio Calvetti, politico italiano (n. 1915)
- 21 dicembre - Tonino Costanzo, cestista e allenatore di pallacanestro italiano (n. 1934)
- 21 dicembre - Dušan Dragosavac, politico jugoslavo (n. 1919)
- 21 dicembre - Horacio Ferrer, poeta, paroliere e drammaturgo uruguaiano (n. 1933)
- 21 dicembre - Åke Johansson, calciatore svedese (n. 1928)
- 21 dicembre - Udo Jürgens, cantante e attore austriaco (n. 1934)
- 21 dicembre - Stuart A. Reiss, scenografo statunitense (n. 1921)
- 21 dicembre - Hans Riesel, matematico svedese (n. 1929)
- 21 dicembre - Paul Walther, cestista statunitense (n. 1927)
- 21 dicembre - Billie Whitelaw, attrice britannica (n. 1932)
- 22 dicembre - Christine Cavanaugh, attrice e doppiatrice statunitense (n. 1963)
- 22 dicembre - Joe Cocker, cantante e musicista britannico (n. 1944)
- 22 dicembre - Luigi Dellavedova, calciatore italiano (n. 1934)
- 22 dicembre - Nate Fox, cestista statunitense (n. 1977)
- 22 dicembre - Maurizio Lotti, politico italiano (n. 1940)
- 22 dicembre - Jack Lovejoy, scrittore di fantascienza statunitense (n. 1937)
- 22 dicembre - Carlo Maria Pensa, giornalista e drammaturgo italiano (n. 1921)
- 22 dicembre - Joseph Sargent, regista, attore e produttore televisivo statunitense (n. 1925)
- 23 dicembre - K. Balachander, regista e sceneggiatore indiano (n. 1930)
- 23 dicembre - Francesco Bossi, filologo e grecista italiano (n. 1949)
- 23 dicembre - Evgenij Korol'kov, ginnasta sovietico (n. 1930)
- 24 dicembre - Giovanni Bersani, politico italiano (n. 1914)
- 24 dicembre - Buddy DeFranco, clarinettista, compositore e direttore d'orchestra statunitense (n. 1923)
- 24 dicembre - Jacques Garelli, poeta e filosofo francese (n. 1931)
- 24 dicembre - Lee Israel, scrittrice e falsaria statunitense (n. 1939)
- 24 dicembre - Krzysztof Krauze, regista polacco (n. 1953)
- 24 dicembre - Colin Latimour, calciatore neozelandese (n. 1946)
- 24 dicembre - Julio Monteiro Martins, scrittore brasiliano (n. 1955)
- 24 dicembre - Zoja Stasjuk, cestista sovietica (n. 1925)
- 25 dicembre - Alberta Adams, cantautrice statunitense (n. 1917)
- 25 dicembre - Mario Cavallini, calciatore italiano (n. 1935)
- 25 dicembre - Mary Frances Lyon, biologa britannica (n. 1925)
- 25 dicembre - Ricardo Porro, architetto cubano (n. 1925)
- 25 dicembre - David Ryall, attore inglese (n. 1935)
- 25 dicembre - Livio Zeller, ingegnere chimico italiano (n. 1923)
- 26 dicembre - James B. Edwards, politico statunitense (n. 1927)
- 26 dicembre - Giuseppe Pittau, arcivescovo cattolico italiano (n. 1928)
- 26 dicembre - Leo Tindemans, politico belga (n. 1922)
- 26 dicembre - Francesco Maria Tosi Beleffi, dirigente pubblico e vigile del fuoco italiano (n. 1937)
- 27 dicembre - Claude Frank, pianista tedesco (n. 1925)
- 27 dicembre - Ron Henry, calciatore inglese (n. 1940)
- 27 dicembre - Joaquín Loyo-Mayo, tennista messicano (n. 1945)
- 27 dicembre - Erich Retter, calciatore tedesco (n. 1925)
- 27 dicembre - Tomaž Šalamun, poeta sloveno (n. 1941)
- 27 dicembre - Dzidra Uztupe, cestista e allenatrice di pallacanestro sovietica (n. 1930)
- 28 dicembre - Leelah Alcorn, statunitense (n. 1997)
- 28 dicembre - Javier Fragoso, calciatore messicano (n. 1942)
- 29 dicembre - Khalifa Said Gouda, sollevatore egiziano (n. 1930)
- 29 dicembre - Odd Iversen, calciatore norvegese (n. 1945)
- 29 dicembre - Juanito Remulla, politico filippino (n. 1933)
- 29 dicembre - André Wohllebe, canoista tedesco (n. 1962)
- 30 dicembre - Terry Becker, attore, regista e produttore televisivo statunitense (n. 1921)
- 30 dicembre - Yolande Donlan, attrice statunitense (n. 1920)
- 30 dicembre - Dick Loggere, hockeista su prato olandese (n. 1921)
- 30 dicembre - Luise Rainer, attrice tedesca (n. 1910)
- 30 dicembre - Walter Roque, calciatore e allenatore di calcio uruguaiano (n. 1937)
- 31 dicembre - Tito Ballarino, giurista italiano (n. 1934)
- 31 dicembre - Stefano Docimo, scrittore e poeta italiano (n. 1945)
- 31 dicembre - Maryvonne Garzino, cestista francese (n. 1940)
- 31 dicembre - Edward Herrmann, attore statunitense (n. 1943)
- 31 dicembre - Michael Kennedy, biografo, giornalista e musicologo inglese (n. 1926)
- 31 dicembre - Laura Lilli, giornalista e scrittrice italiana (n. 1937)
- 31 dicembre - Lamberto Martellotti, politico italiano (n. 1940)
- 31 dicembre - Romanus Orjinta, calciatore nigeriano (n. 1981)
- 31 dicembre - Washington Rodríguez, pugile uruguaiano (n. 1944)
- 31 dicembre - Arthur Wellesley, VIII duca di Wellington, nobile inglese (n. 1915)